# Черкесы в Турции

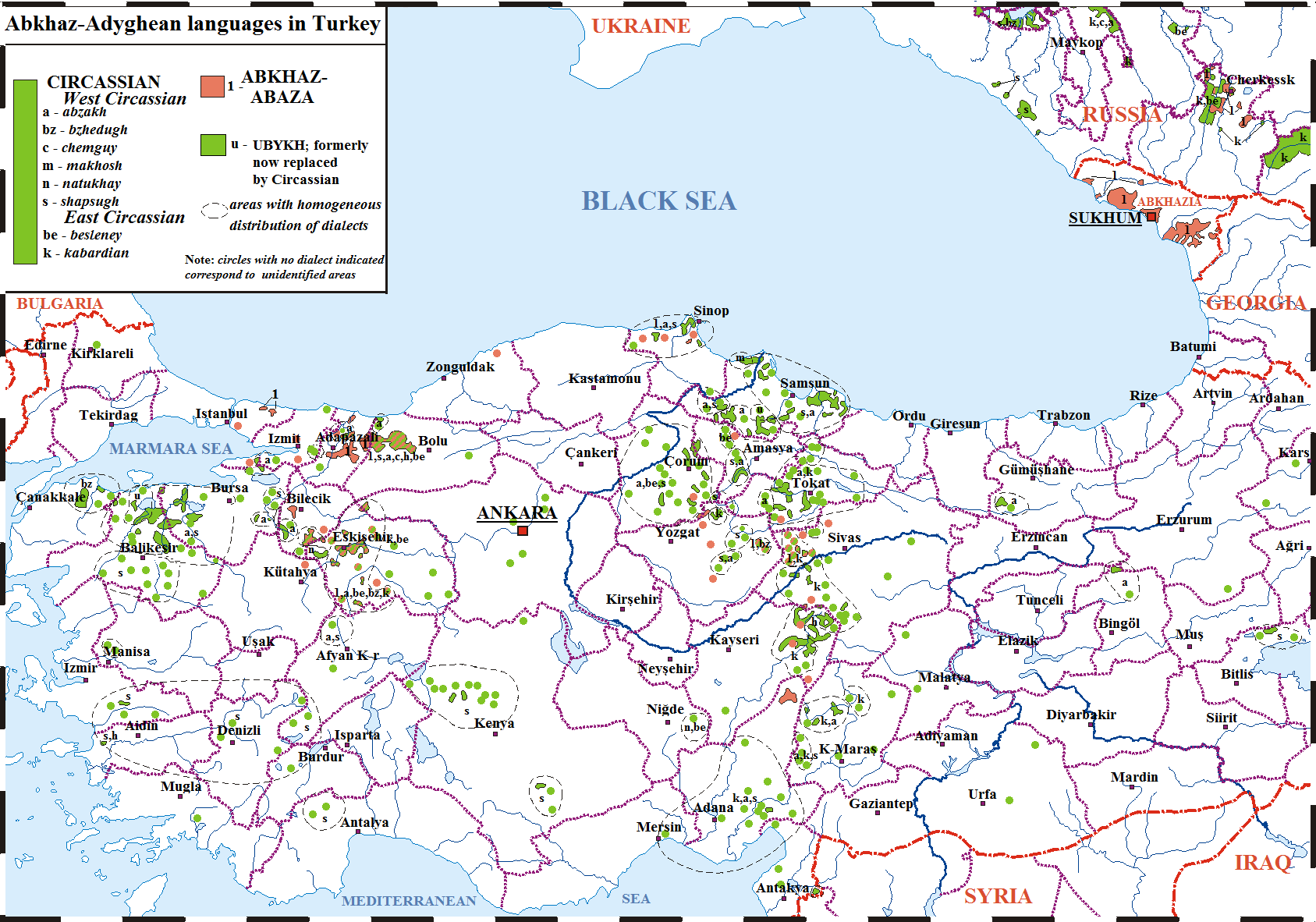
Карта районов компактного проживания адыгов в Турции

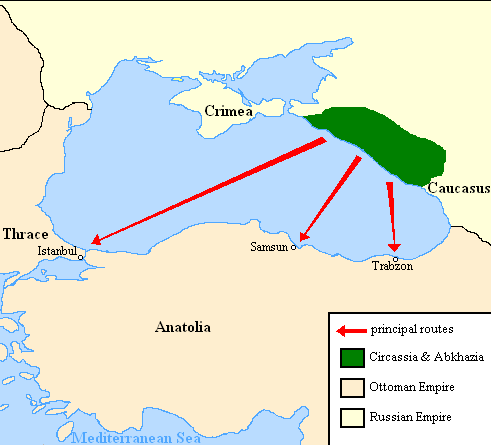
Карта изгнания черкесов в Османскую империю

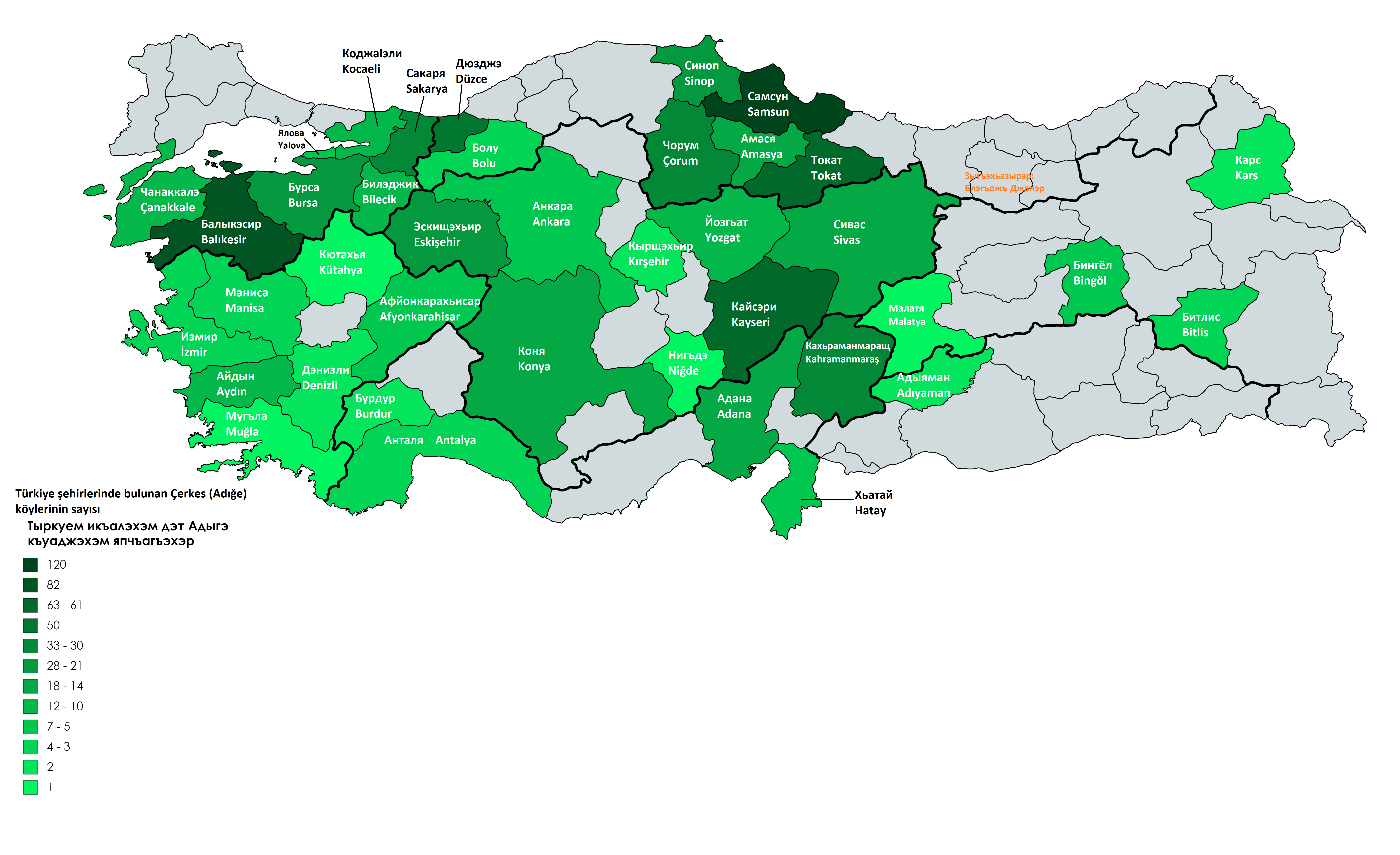
Количество черкесских (адыгских) деревень в турецких городах

Черкесы в Турции (Тыркум ис адыгэхэр/Adyghexer Tyrku, тур. Türkiye Çerkezleri) — от 1 500 000 до 3 миллионов граждан Турции. В Турции к числу черкесов причисляют фактически не являющихся черкесами этнические группы абазин (10 000), абхазов (39,000). Наибольшее значение говорящих на черкесских языках наблюдалось в следующих илах Турции: Кайсери (3,2%), Токат (1,2%) и Кахраманмараш (1,0%).

## История

### XIX век
Черкесская диаспора представляет собой потомков иммигрантов с Кавказа, покинувших родной Кавказ после поражения в Кавказской войне. Черкесы говорили преимущественно на кабардинском (550.000 чел.) и адыгейском (2.000.000 чел.) языках. Практически все черкесы — мусульмане-сунниты, принадлежащие к ханафитскому мазхабу.
К. М. Базили — первый российский востоковед, … отмечал весьма высокое представительство черкесов в офицерском корпусе османской армии: Кавказ он именует «рассадником пашей». В специальном труде — «Сирия и Палестина под турецким правительством» (Одесса, 1861—1862 г.; 2-е изд. 1875 г.) он отмечал значимость черкесского элемента, его отчужденность от общей массы турок в культурном и лингвистическом отношении.

### XX век
Г. А. Дзидзария отмечает значительный вклад черкесов в национально-освободительное движение турецкого народа в 1918—1923 гг.
Адыгский фактор в этих событиях подробно проанализирован в книге Хавжоко Шауката Муфти «Герои и императоры в черкесской истории».
Видные политические и военные деятели адыгского происхождения Фуад-паша (Тхуго), Иззет-паша (Дженатуко), Анзавур-паша (Анчок), Эдхем-паша (Дипшоу), Рауф-бей Орбай (Ченч) — одновременно являлись и общетурецкими лидерами и лидерами главных направлений внутри диаспоры.
Период национально-освободительного движения в Турции 1918—1923 гг., Мустафа Кемаль (лидер турецкой революции) придавал большое значение структурированию отношений с черкесской общиной, что отражено в его воспоминаниях.
В 1923 году, Великое Национальное Собрание Турции во главе с Кемалем Ататюрком попыталось провести массовые репрессии над анатолийскими черкесами: борьба развернулась вокруг проекта депортации черкесов из западных районов Анатолии в восточные, причем депортация предлагалась в наиболее безжизненные места.

### Адыги (черкесы) которые вошли в историю Турции

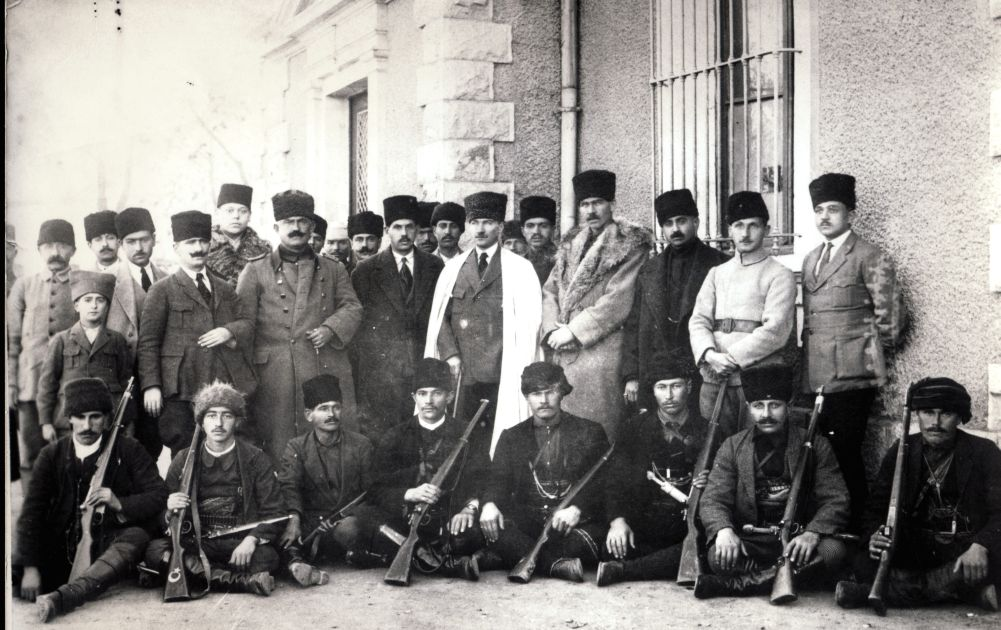
Ататюрк в окружении черкесов в июне 1920 года

- Тевфик Эсенч (1904—1992) — убых, «последний из ушедших». После его смерти убыхский язык перестал существовать, то есть стал мёртвым языком. День его смерти считается днём исчезновения и самих убыхов.
- Абук Ахмедпаша (?-1857) — кабардинец, был военным атташе Османской империи в Сербии и России, занимал пост военного министра и министра иностранных дел Османской империи.
- Берзег Мехмет Зеки-паша — убых, маршал Турецкой армии, создал в Восточной Анатолии кавалерийские полки «Хамидие», полностью вооружённые и экипированные по-черкесски.
- Хаккы Бехич Банч (1886—1943) — убых, государственный деятель Турции. Один из основателей младотурецкой партии «Единение и прогресс», возглавлял министерство финансов и внутренних дел Турции. Генеральный секретарь коммунистической партии Турции.
- Ферит Орхан Памук — современный турецкий писатель, черкес, лауреат Нобелевской премии по литературе (2006). Известен гражданской позицией в отношении Геноцида армян и дискриминации курдов в Турции, не совпадающей с мнением официальных турецких властей.

## Новое время

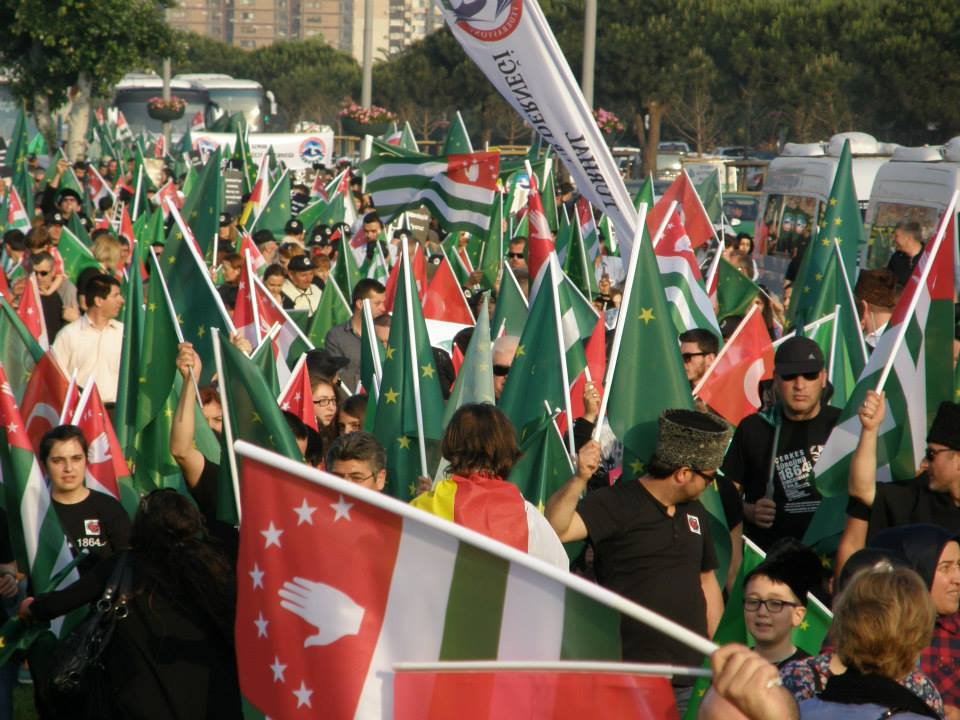
Демонстрация адыгов в Турции, проведённая в День памяти жертв Кавказской войны

В последние годы[когда?] черкесская интеллигенция Турции выдвинула требования расширения прав образования и печати на родном языке.